# Neptunea contraria
Neptunea contraria is een slakkensoort uit de familie Buccinidae. De wetenschappelijke naam werd in 1771 gepubliceerd door Carl Linnaeus.

## Opmerking
Lange tijd is de fossiele soort Neptunea angulata bekend geweest onder de naam Neptunea contraria. Neptunea angulata is alleen fossiel bekend uit het Plioceen van het Noordzeebekken. Hoewel Neptunea contraria vaak als een ouder synoniem voor Neptunea angulata wordt opgevoerd is dat onjuist.

## Synoniemen
- Fusus perversus Kiener, 1840
- Fusus sinistrorsus Deshayes, 1832
- Murex contrarius Linnaeus, 1771